# Eulalia dubia
Eulalia dubia är en ringmaskart som beskrevs av Webster och Benedict 1884. Eulalia dubia ingår i släktet Eulalia och familjen Phyllodocidae. Inga underarter finns listade i Catalogue of Life.